# 良十二世

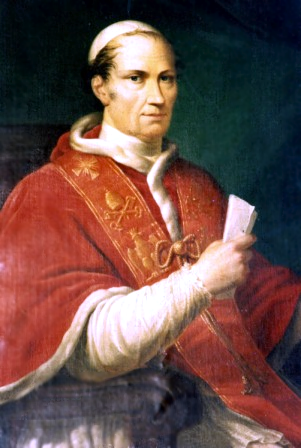
良十二世

良十二世（拉丁語：Leo PP. XII；1760年8月22日—1829年2月10日）原名阿尼巴萊·德拉-真加（Annibale della Genga），1823年9月28日當選教宗，同年10月5日即位至1829年2月10日為止。

## 譯名列表
- 良十二世：天主教香港教區禮儀委員會：禧年專頁 （页面存档备份，存于）、香港天主教教區檔案　歷任教宗作良。
- 利奧十二世：《大英簡明百科知識庫》2005年版[永久]作利奧。
- 利奧十二世、列奧十二世或萊奧十二世：《世界人名翻譯大辭典》1993年版作利奧。
- 雷歐十二世：國立編譯舘[永久]作雷歐。